# Чумефая
Чумефая (рум. Ciumăfaia) — село у повіті Клуж в Румунії. Входить до складу комуни Борша.
Село розташоване на відстані 338 км на північний захід від Бухареста, 18 км на північ від Клуж-Напоки.

## Населення
За даними перепису населення 2002 року у селі проживали 172 особи.
Національний склад населення села:
| Національність | Кількість осіб | Відсоток |
| -------------- | -------------- | -------- |
| румуни         | 119            | 69,2%    |
| цигани         | 37             | 21,5%    |
| угорці         | 16             | 9,3%     |

Рідною мовою назвали:
| Мова      | Кількість осіб | Відсоток |
| --------- | -------------- | -------- |
| румунська | 119            | 69,2%    |
| циганська | 37             | 21,5%    |
| угорська  | 16             | 9,3%     |